# 泰尔基巴尼奥
泰尔基巴尼奥，是匈牙利包尔绍德-奥包乌伊-曾普伦州所辖的一个村。总面积46.86平方公里，总人口625，人口密度13.3人/平方公里（2011年1月1日）。